# Anarta sierrae
Anarta sierrae là một loài bướm đêm trong họ Noctuidae.